# 16221 Kevinyang
A 16221 Kevinyang (ideiglenes jelöléssel 2000 DX48) a Naprendszer kisbolygóövében található aszteroida. A LINEAR projekt keretében fedezték fel 2000. február 29-én.